# CMAH
La cytidine monophosphate-acide N-acétylneuraminique hydroxylase (CMAH) est une enzyme codée par le gène CMAHP,. Chez la plupart des mammifères, elle hydroxyle l'acide N-acétylneuraminique (Neu5Ac) en acide N-glycolylneuraminique (Neu5Gc). Neu5Ac et Neu5Gc sont présents sur des protéines de la surface cellulaire chez les mammifères et font partie des acides sialiques. Chez l'homme, il n'existe qu'un pseudogène CMAHP. Il n'y a normalement pas de concentration détectable de Neu5Gc dans les tissus humains, ce qui pourrait avoir plusieurs conséquences sur la physiologie humaine, comme une meilleure croissance du cerveau et une meilleure auto-reconnaissance par le système immunitaire,. L'absorption de Neu5Gc à partir de viande rouge et de produits laitiers a été associée des maladies chroniques telles que diabète de type 2 et inflammation chronique,.